# Leichtathletik-Europameisterschaften 1934/110 m Hürden der Männer

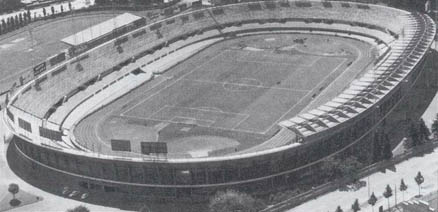
Turiner Olympiastadion – damalige Bezeichnung
Stadio Benito Mussolini

Der 110-Meter-Hürdenlauf der Männer bei den Leichtathletik-Europameisterschaften 1934 wurde am 7. und 8. September 1934 im Turiner Stadio Benito Mussolini ausgetragen.
Europameister wurde der Ungar József Kovács. Der Deutsche Erwin Wegner belegte Rang zwei. Bronze ging an den Norweger Holger Albrechtsen.

## Rekorde

### Bestehende Rekorde
| Weltrekord           | 14,2 min                                            | Percy Beard                                         | Oslo, Norwegen                                      | 6. August 1934                                      |
| Europarekord         | 14,4 min                                            | Eric Wennström                                      | Stockholm, Schweden                                 | 25. August 1929                                     |
| Europarekord         | 14,4 min                                            | Bengt Sjöstedt                                      | Helsinki, Finnland                                  | 5. September 1931                                   |
| Meisterschaftsrekord | Einen Europameisterschaftsrekord gab es noch nicht. | Einen Europameisterschaftsrekord gab es noch nicht. | Einen Europameisterschaftsrekord gab es noch nicht. | Einen Europameisterschaftsrekord gab es noch nicht. |

### Rekordverbesserungen
Im ersten Rennen wurde ein erster Europameisterschaftsrekord aufgestellt. Dieser neue Rekord wurde anschließend von sieben Läufern gesteigert. Darüber hinaus wurde ein neuer Landesrekord aufgestellt.
- Europameisterschaftsrekorde:
  - 15,2 s (erster EM-Rekord) – József Kovács (Ungarn), erster Vorlauf am 7. September
  - 15,1 s (Verbesserung des ersten EM-Rekords) – Gianni Caldana (Königreich Italien), zweiter Vorlauf am 7. September
  - 15,1 s (Rekordegalisierung) – Christos Manti (Griechenland), dritter Vorlauf am 7. September
  - 15,1 s (Rekordegalisierung) – Corrade Valle (Königreich Italien), dritter Vorlauf am 7. September
  - 15,1 s (Rekordegalisierung) – Willem Kaan (Niederlande), dritter Vorlauf am 7. September
  - 14,8 s (Rekordverbesserung) – József Kovács (Ungarn), erstes Halbfinale am 7. September
  - 14,8 s (weitere Rekordegalisierung) – József Kovács (Ungarn), Finale am 8. September
- Landesrekord:
  - 14,9 s – Willem Kaan (Niederlande), erstes Halbfinale am 7. September

## Vorrunde
7. September 1934

Die Vorrunde wurde in vier Läufen durchgeführt. Für das Halbfinale qualifizierten sich pro Lauf die ersten drei Athleten – hellblau unterlegt.

### Vorlauf 1
| Platz | Name           | Nation          | Zeit      |
| ----- | -------------- | --------------- | --------- |
| 1     | József Kovács  | Ungarn          | 15,2 s CR |
| 2     | Erwin Wegner   | Deutsches Reich | 15,4 s    |
| 3     | Ivo Buratović  | Jugoslawien     | 15,6 s    |
| 4     | Paul Mathiotte | Frankreich      | 15,8 s    |

### Vorlauf 2

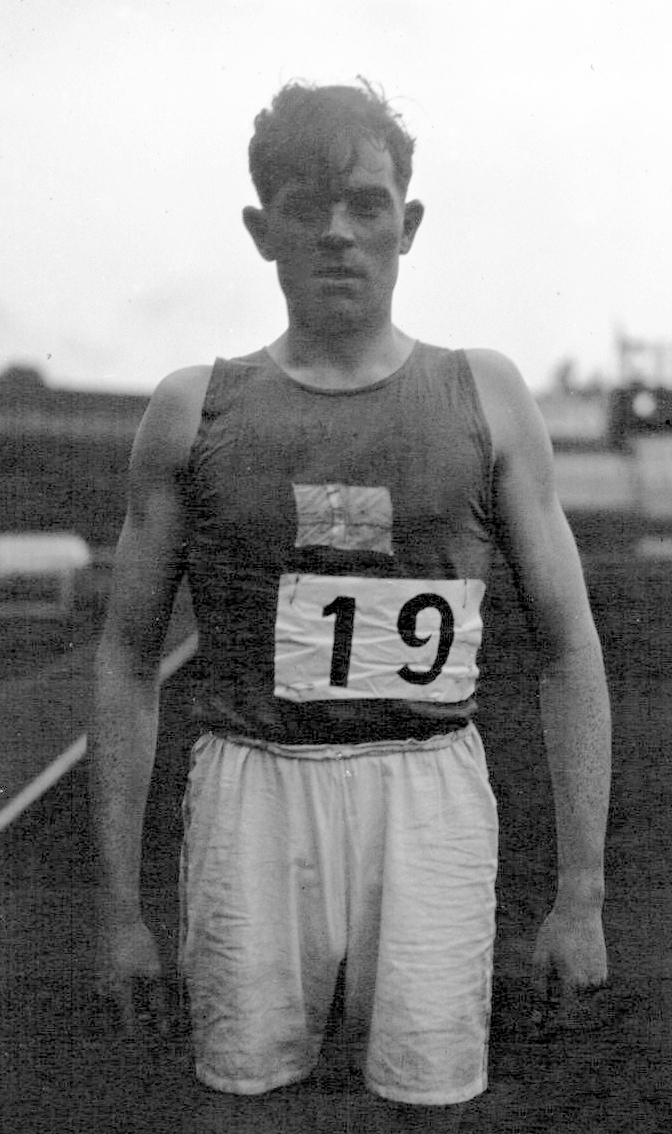
Bengt Sjöstedt schied im vierten Vorlauf aus.

| Platz | Name            | Nation             | Zeit      |
| ----- | --------------- | ------------------ | --------- |
| 1     | Gianni Caldana  | Königreich Italien | 15,1 s CR |
| 2     | Ernst Leitner   | Österreich         | 15,2 s    |
| 3     | Sten Pettersson | Schweden           | 15,3 s    |
| 4     | Pierre Bernard  | Frankreich         | 15,7 s    |

### Vorlauf 3
7. September 1934
| Platz | Name              | Nation             | Zeit       |
| ----- | ----------------- | ------------------ | ---------- |
| 1     | Christos Mantikas | Griechenland       | 15,1 s CRe |
| 2     | Corrade Valle     | Königreich Italien | 15,1 s CRe |
| 3     | Willem Kaan       | Niederlande        | 15,1 s CRe |
| 4     | Willi Welscher    | Deutsches Reich    | 15,4 s     |
| 5     | Ludvík Kománek    | Tschechoslowakei   | 15,4 s     |

### Vorlauf 4
| Platz | Name               | Nation     | Zeit   |
| ----- | ------------------ | ---------- | ------ |
| 1     | Holger Albrechtsen | Norwegen   | 15,8 s |
| 2     | Vladas Komaras     | Litauen    | 16,6 s |
| 3     | Johann Langmayr    | Österreich | 27,3 s |
| DNF   | Bengt Sjöstedt     | Finnland   |        |

## Halbfinale
7. September 1934

In den beiden Halbfinalläufen qualifizierten sich die jeweils ersten drei Athleten – hellblau unterlegt – für das Finale.

### Lauf 1

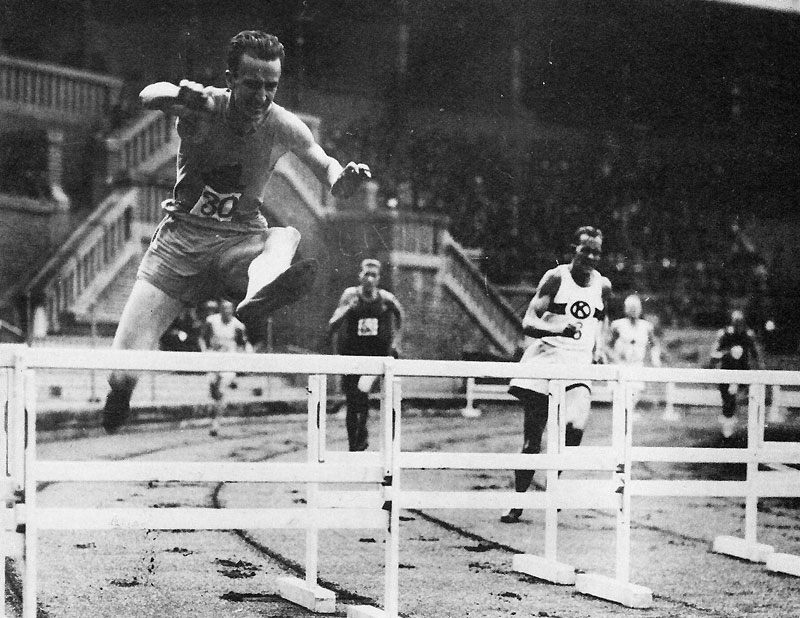
Als Vierter seines Halbfinalrennens schaffte es Sten Pettersson nicht ins Finale.

| Platz | Name            | Nation             | Zeit      |
| ----- | --------------- | ------------------ | --------- |
| 1     | József Kovács   | Ungarn             | 14,8 s CR |
| 2     | Willem Kaan     | Niederlande        | 14,9 s NR |
| 3     | Ernst Leitner   | Österreich         | 15,0 s    |
| 4     | Sten Pettersson | Schweden           | 15,1 s    |
| 5     | Vladas Komaras  | Litauen            | NT000     |
| DNF   | Gianni Caldana  | Königreich Italien |           |

### Lauf 2
| 1 | Erwin Wegner       | Deutsches Reich    | 14,9 s |
| 2 | Corrado Valle      | Königreich Italien | 15,0 s |
| 3 | Holger Albrechtsen | Norwegen           | 15,1 s |
| 4 | Ivo Buratović      | Jugoslawien        | 15,1 s |
| 5 | Christos Mantikas  | Griechenland       | 15,1 s |
| 6 | Johann Langmayr    | Österreich         | 30,0 s |

## Finale
8. September 1934
| Platz | Name               | Nation             | Zeit       |
| ----- | ------------------ | ------------------ | ---------- |
| 1     | József Kovács      | Ungarn             | 14,8 s CRe |
| 2     | Erwin Wegner       | Deutsches Reich    | 14,9 s     |
| 3     | Holger Albrechtsen | Norwegen           | 15,0 s     |
| 4     | Willem Kaan        | Niederlande        | 15,0 s     |
| 5     | Corrade Valle      | Königreich Italien | 15,1 s     |
| DSQ   | Ernst Leitner      | Österreich         |            |